# Hrabstwo Lunenburg (Wirginia)

Piramida wieku hrabstwa

Hrabstwo Lunenburg – hrabstwo w USA, w stanie Wirginia, według spisu z 2000 roku liczba ludności wynosiła 13146. Siedzibą hrabstwa jest Lunenburg.

## Geografia
Według spisu hrabstwo zajmuje powierzchnię 1120 km², z czego 1118 km² stanowią lądy, a 2 km² – wody.

### Miasta
- Kenbridge
- Victoria

### CDP
- Lunenburg